# Коплијева медаља
Коплијева медаља је награда коју додељује Краљевско друштво за „изузетна достигнућа у истраживању у било којој грани науке“. Смењује се између физичких или математичких наука и биолошких наука.  Ова медаља која се даје сваке године је најстарија додељивана медаља Краљевског друштва и најстарија преживела научна награда на свету,  која је први пут додељена 1731. Стивену Греју, за „његове нове електричне експерименте: – као охрабрење за њега за спремност коју је увек показивао у обавезивању Друштва својим открићима и усавршавањима у овом делу Природног знања“. 

## Историја
Стивен Греј је први пут награђен медаљом 1731. године за „Нове електричне експерименте: како подстаћи спремност да своја открића и напредак подели са друштвом у области природних наука“.
Медаља је установљена након донације од 100 фунти сер Годфрију Коплију за експерименте. Током првих година коришћен је проценат овог износа. 
Услови за доделу медаље су се више пута мењали. Године 1736. предложено је да се „медаља или друга почасна награда додели особи чији је експеримент добио највише одобрења“. Ова одредба је била на снази до 1831. године, када су се услови променили: медаља је требало да буде додељена истраживачу кога управни одбор Краљевског друштва сматра најдостојнијим. 
Године 1881, Сeр Џозеф Вилијам Копли дао је нову донацију од 1.666 фунти 13 шилинга и 4 пенија . Банкарска камата на овај износ искоришћена је за покривање трошкова у вези са доделом медаље. Модерна медаља је израђена од позлаћеног сребра. Поред саме медаље, победник добија и новчану награду од 25.000 фунти.   
Од свог оснивања, додељена је многим истакнутим научницима, укључујући 52 добитника Нобелове награде: 17 за физику, 21 за физиологију или медицину и 14 за хемију . Џон Теофил Десагулијес је најчешће освајао медаљу, победивши три пута, 1734, 1736. и 1741. године. Године 1976. Дороти Хоџкин била је прва жена која је добила награду; Џоселин Бел Барнел, 2021. је друга жена која је добила награду.